# Wimperparelgras
Wimperparelgras (Melica ciliata) is een overblijvende plant die behoort tot de grassenfamilie (Poaceae). De soort komt van nature voor in Europa, West-Azië en Noord-Afrika en is inheems in Wallonië. Het aantal chromosomen is 2n = 18.
De blauwgroene plant wordt 30-80 cm hoog en heeft korte, wortelstokken. De stugge, 6-10 cm lange en 1-4 mm brede bladeren zijn ruw met naar boven gerichte tanden en min of meer opgerold. Het langwerpige, 1-4 mm lange tongetje is vaak gescheurd. De 1-2 mm dikke stengels staan rechtop.
Wimperparelgras bloeit vanaf mei tot in juli. De bloeiwijze is een 8-15 cm lange aarpluim. De 4-8 mm lange, groene of paarsachtige aartjes hebben één vruchtbare bloem. De ovale, papierachtige kelkblaadjes hebben vijf nerven. Het bovenste kelkblaadje is even lang als het aartje en het onderste is 3- 6 mm lang. Het onderste, lancetvormige, 2,5–3,2 mm lange kroonkafje {lemma} is bezet met 2-3 mm lange haartjes en heeft 7-9 nerven. Het bovenste kroonkafje (palea) is gekield en heeft korte haartjes. De helmknoppen zijn 0,8-1,5 mm lang.
De vrucht is een graanvrucht.

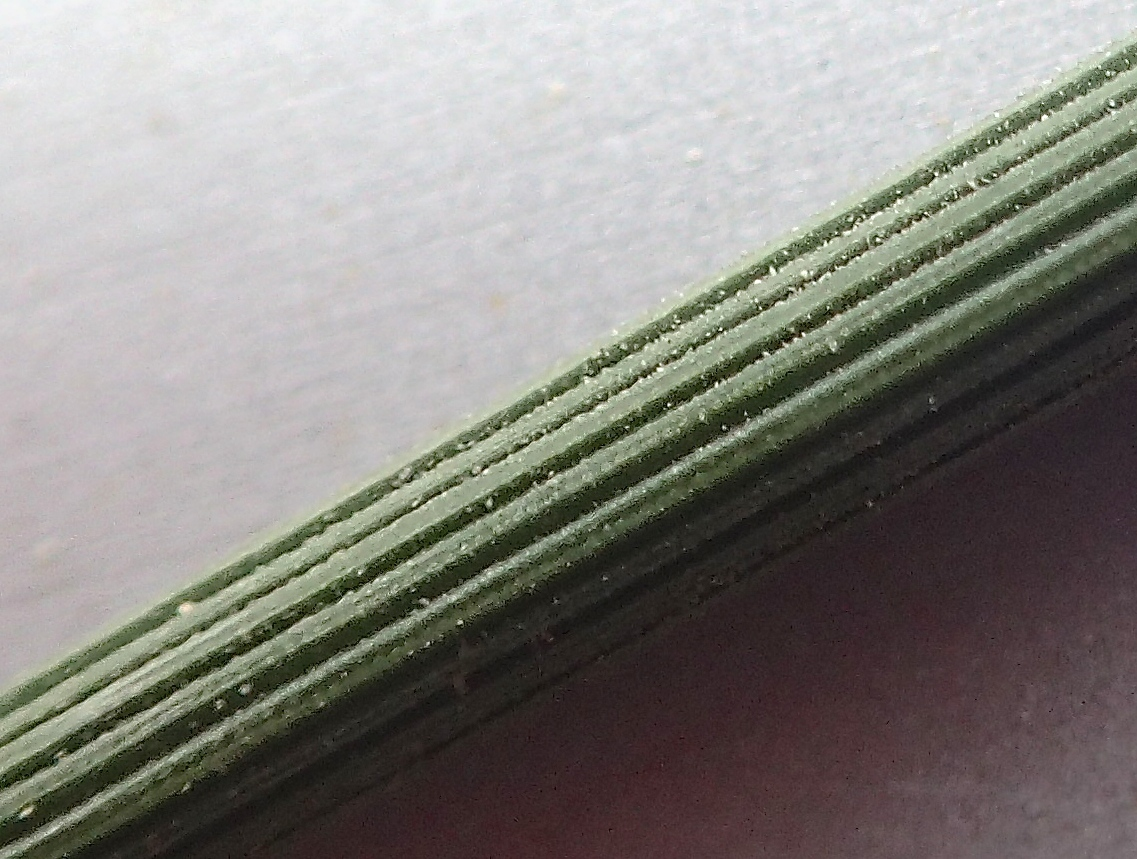
Stengel
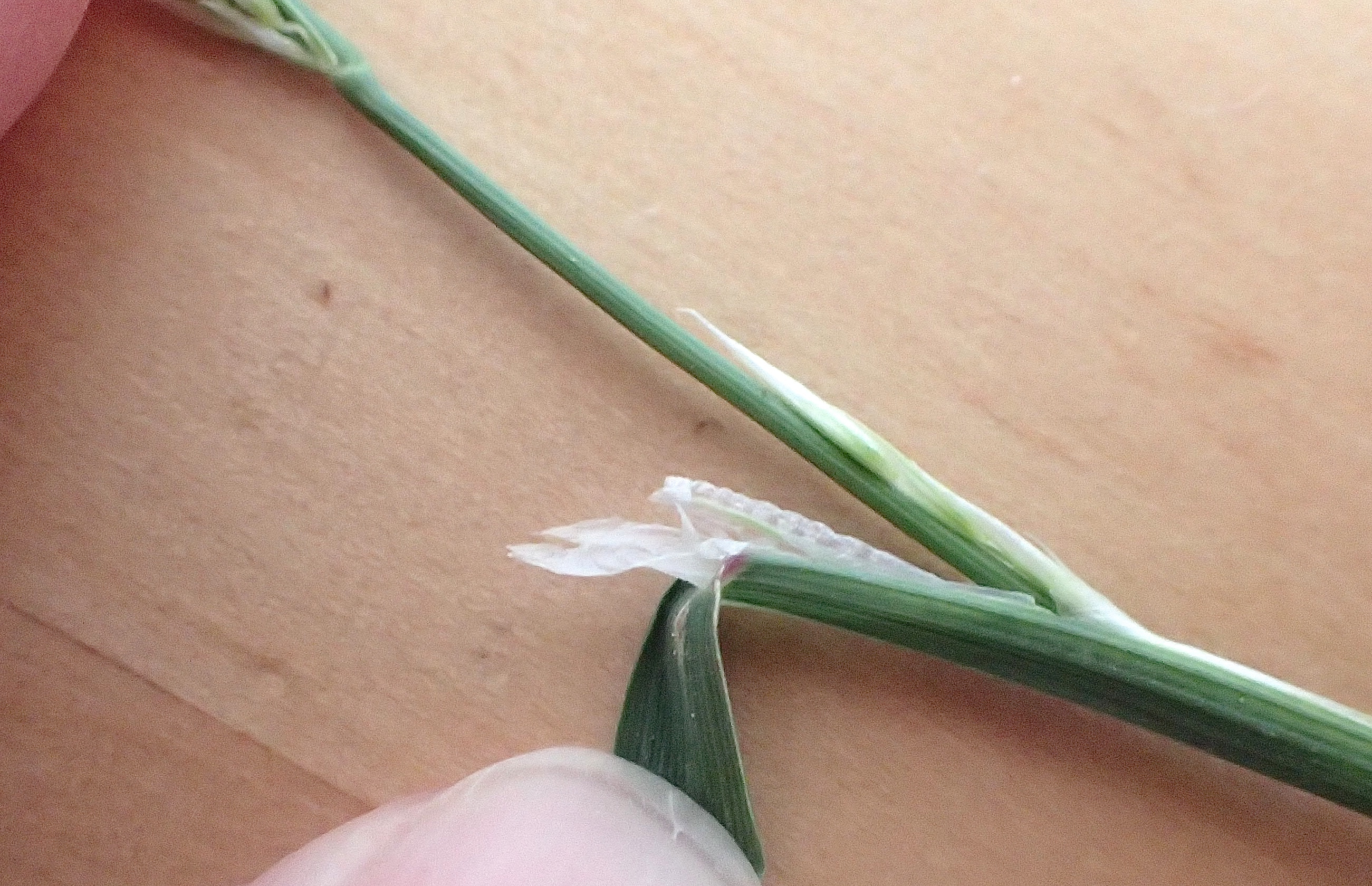
Tongetje
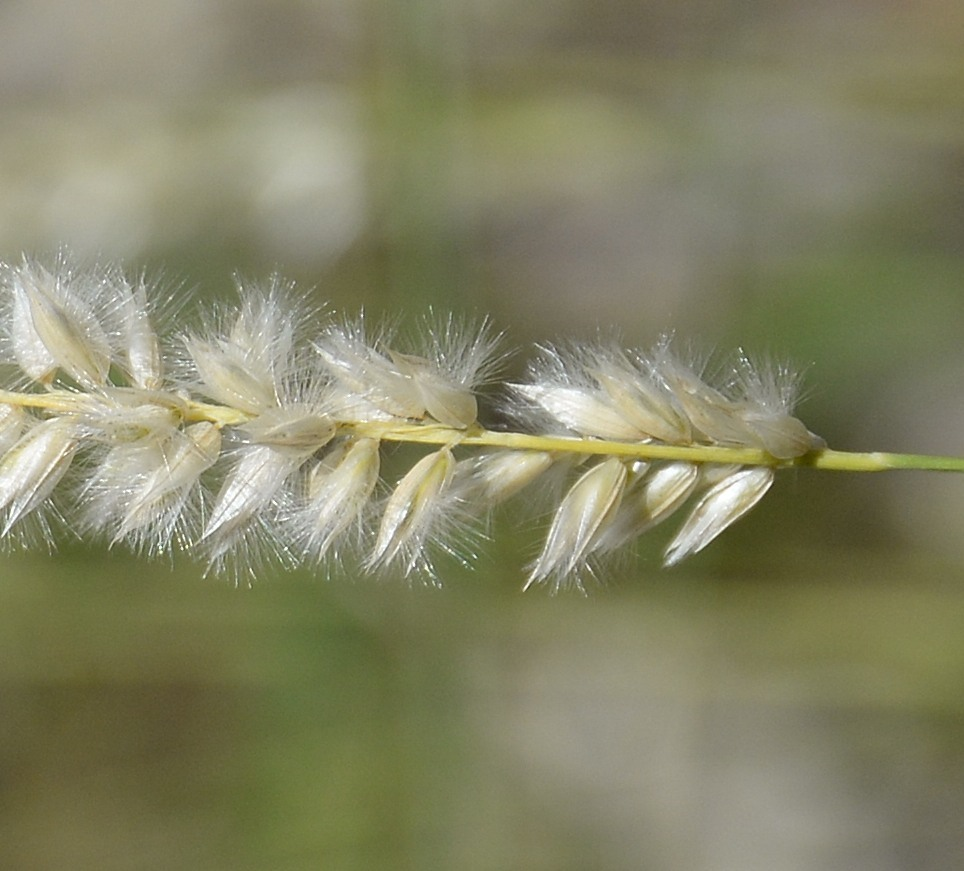
Bloeiwijze
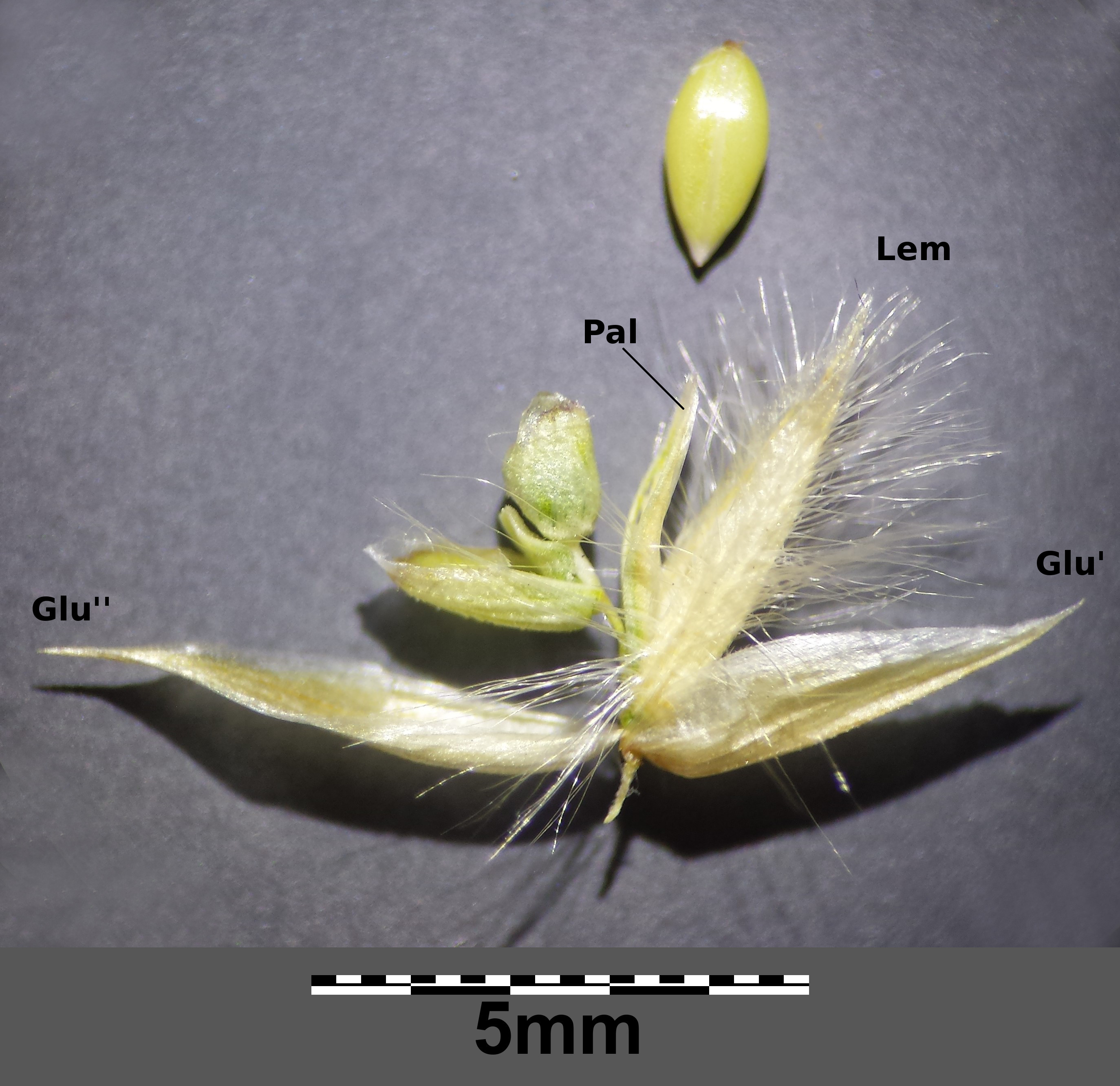
Aartje

Wimperparelgras komt voor op warme plaatsen op droge, kalkrijke, vaak stenige grond in kalkgrasland, op muren en krijthellingen.